# ヘイスティングス級スループ
ヘイスティングス級スループ（ヘイスティングスきゅうスループ 英：Hastings class sloop）、あるいはフォークストン級スループ（フォークストンきゅうスループ 英：Folkestone class sloop）は、イギリス海軍およびインド海軍によって戦間期に建造されたスループの艦級である。計5隻が建造され、第2次世界大戦に参加した。

## 船体
ヘイスティングス級はブリッジウォーター級に続くスループとして建造された。設計上の特徴として、第1次世界大戦における船団護衛から得られた戦訓が反映されていることが挙げられる。同級は艦隊随伴型の掃海艇として艤装されているが、より多機能な艦艇として使用できるよう考慮されていた。高く船体後半まで続く船首楼によって荒れた海での行動性が、タービン機関によって機動力が向上している。しかし、このタービン機関が大量建造に向いていないことが欠点と認識され、第2次大戦までにより量産に向いた設計の艦級が登場することとなった。

## 戦歴
イギリス海軍向けの4隻と、王立インド海軍向け1隻の合計5隻が建造された。全艦が1930年に就役し、第2次大戦に従軍している。スカボローは開戦まで非武装の状態であったが、開戦後4インチ高角砲と12ポンド砲、および爆雷15発を装備した。なお爆雷搭載数は後に80発まで増載された。戦時中ペンザンスがドイツ潜水艦U-37の雷撃で失われた。残りのイギリス海軍所属艦は戦後退役し、全艦が1949年にスクラップとなった。インド植民地海軍のヒンドゥスタンは、インド海軍の反乱に巻き込まれた後、パキスタンの独立に伴ってパキスタン海軍に移管され、カルサズと改名された。カルサズは1951年に解体された。

## 同型艦

### イギリス海軍
- ヘイスティングス
- フォークストン
- ペンザンス
- スカボロー

### インド海軍
- ヒンドゥスタン パキスタン海軍に移管後、カルサズと改名